# Разправа о подунавских и потисанских Буњевцих и Шокцих
Разправа о подунавских и потисанских Буњевцих и Шокцих у погледу народном вјерском, умном, грађанском и господарском је знаменито дело уваженог калочког бискупа, Ивана Антуновића издато у Бечу 1882. г. У њему је приказана буњевачка народна и уметничка књижевност, представљено је културно деловање Буњеваца и написана њихова историја. Дело је обрађено критички, употребљена је богата архивска грађа из фрањевачких манастира, градова и Ратног већа у Бечу.
Дело је оставило неизбрисив траг, јер сви писци после Антуновића, који су се бавили Буњевцима и Шокцима, позивали су се на његове тврдње не износећи ништа ново у својим расправама.
Будите дакле срдачно поздрављени, браћо Срби! Та ма свит што говорио и писао, никада неће продрмати моје најчвршће увјерење, да смо једним отцем од једне те исте метере рођени, крв од крви кост од кости.— Иван Антуновић, Разправа, стр. 9